# Ländercodes im Briefdienst
Ländercodes im Briefdienst, offiziell Länderkennzeichen und Länderkürzel bei der Post in Deutschland und Österreich, sonst manchmal auch Nationalitätszeichen, zeigten den im Weltpostverein verbundenen nationalen Postdiensten das Zielland eines Poststücks an. Sie waren notwendiger Bestandteil der normierten Anschrift für grenzüberschreitenden Briefverkehr und gemäß DIN 5008 (alte Fassung) vor die Postleitzahl zu schreiben. Ein Ländercode bestand aus maximal drei Buchstaben. Seit Ende der 1990er Jahre wird seine Verwendung nicht mehr empfohlen (s. a. DIN 5008). Die Deutsche Post schreibt, dass sie „1999 abgeschafft“ worden sind und die Österreichische Post schreibt, dass „keine Länderkürzel“ anzuführen sind, auch in der Letztfassung der (zurückgezogenen) ÖNORM A1080 werden für die normgerechte Adressierung keine Länderkürzel verwendet.

## Gegenwart und Zukunft
Noch sind die Anstrengungen zur internationalen Normung der Postanschrift nicht abgeschlossen, es hat sich aber mittlerweile die Ansicht durchgesetzt, den Ländercode durch den ausgeschriebenen und in der letzten Anschriftzeile alleine stehenden Ländernamen in englischer oder französischer Sprache in Großbuchstaben zu ersetzen (vgl. auch DIN-5008 – EDV-gerechtes Anschriftenfeld). Die Deutsche Post (Ländername auch auf Deutsch zulässig), die Österreichische Post und die Schweizerische Post AG (Ländername der Nachbarländer der Schweiz auch in der jeweiligen Landessprache zulässig) verlangen dies sogar. Hintergrund dieser Ende der 1990er Jahre eingeführten Neuregelung ist die immer wieder eingetretene Verwechslung der Ländercodes mit Bestandteilen von Postleitzahlen, die in manchen Ländern ebenfalls Buchstaben enthalten, sowie der Umstand, dass die Ländercodes uneinheitlich gehandhabt wurden (ein- bis dreistellige Codes der Nationalitätskennzeichen im Fahrzeugverkehr und die zweistelligen ISO-Codes nach ISO 3166-1 ALPHA-2). Ein wichtigerer Grund war, dass Post regelmäßig erst fälschlicherweise z. B. nach Australien und Fidschi geschickt wurde (vor allem, aber nicht nur, wenn die Länderkennzeichen ohne Ländernamen benutzt wurden), da z. B. Postangestellte in den USA diese Länder viel besser als Österreich bzw. Austria und Suomi bzw. Fin(n)land kennen und die Länderkennzeichen oft nicht kennen.